# Entomacrodus chiostictus
Entomacrodus chiostictus är en fiskart som först beskrevs av Jordan och Gilbert 1882.  Entomacrodus chiostictus ingår i släktet Entomacrodus och familjen Blenniidae. IUCN kategoriserar arten globalt som livskraftig. Inga underarter finns listade i Catalogue of Life.